# 그레이스 랜돌프
그레이스 랜돌프(Grace Randolph)는 미국의 리포터, 영화 평론가, 유튜버, 만화책 작가이다. 2022년 9월 기준 유튜브 최다 시청 여성 영화 리뷰어로, 채널 "비욘드 더 트레일러"(Beyond the Trailer)를 운영하고있다.